# Bombolo
Bombolo, pseudonimo di Franco Lechner (Roma, 22 maggio 1931 – Roma, 21 agosto 1987), è stato un comico, attore, cabarettista e caratterista italiano.
È noto soprattutto come caratterista in film di genere (principalmente commedie sexy e poliziotteschi) e come spalla di attori come Tomas Milian, Enzo Cannavale e Pippo Franco in ruoli basati principalmente sulla fisicità, sulla mimica facciale e sull'utilizzo dell'onomatopea (famoso il suo Tze-tze!), del turpiloquio e del dialetto romanesco; divenne famoso soprattutto per aver interpretato il personaggio di Venticello, ladruncolo e informatore della polizia, in nove degli undici film della serie cinematografica poliziesco-comica dell'ispettore Nico Giraldi; il suo personaggio divenne una maschera tipica e lo rese uno degli attori più famosi del cinema di genere italiano degli anni settanta e ottanta.

## Biografia
(tipica frase di Bombolo quando incontra Nico Giraldi)

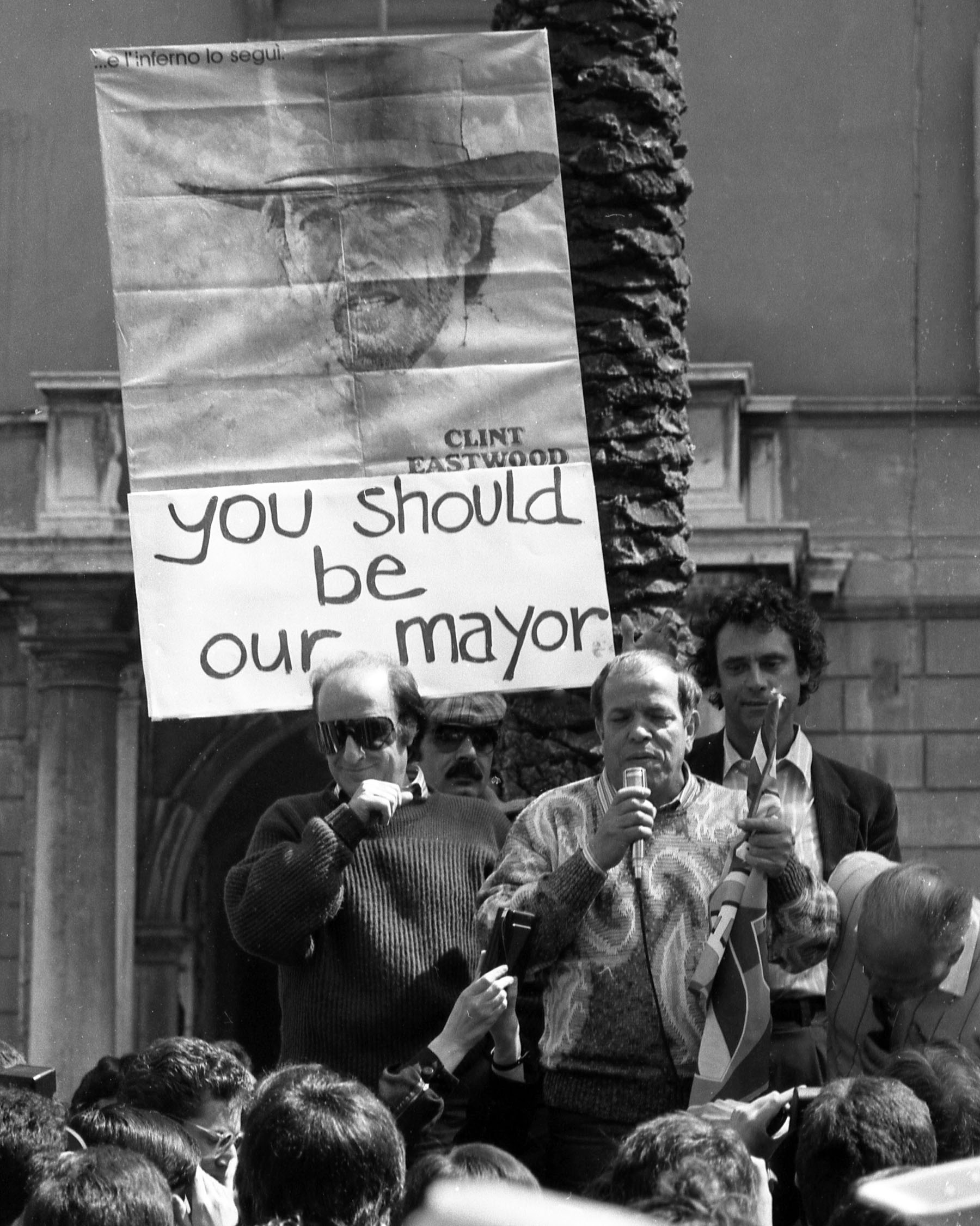
Bombolo con Giorgio Bracardi e Renato Nicolini alla manifestazione anti-fast food in piazza di Spagna il 20 aprile 1986

Nacque nel rione Ponte, nel centro storico di Roma, in via di Monte Giordano 13, da Ernesto Lechner, ambulante "peracottaro" (venditore di pere cotte) nonché riparatore di forni per panettieri, di remote origini austriache e livornesi, e Angelina Giovannoni; per il poco spazio nell'appartamento familiare al pianterreno veniva messo a dormire in un cassetto. Perse presto la madre, che morì di parto quando lui aveva tre anni. Lasciò la scuola elementare a otto anni, una volta terminata la classe seconda, e assieme a Renato, uno dei quattro fratelli, esercitò fin dalla giovane età l'attività di venditore ambulante con carretto come "piattarolo" (venditore di stoviglie, padelle, pentole, bicchieri, tovaglie e ombrelli ai passanti, talvolta vasi cinesi, in estate anche sedie a sdraio) nei vicoli del centro, nella zona attigua allo storico mercato di Campo de' Fiori. Inoltre si esibiva improvvisando scenette e personaggi comici alla trattoria da “Picchiottino”, situata a fianco della sua casa natale, dove era solito pranzare restandovi anche per parte del pomeriggio tardando nell'andare a prendere i figli a scuola. Coniugato con Regina Abbatiello, trovò casa nel quartiere Boccea, in via Federico Galeotti 9, ed ebbe i figli Daniela, Stefania e  Alessandro. Durante l'estate del 1975 il regista Pier Francesco Pingitore e il suo autore Mario Castellacci pranzando un giorno da “Picchiottino” lo notarono, e parlandogli di “faccia giusta per il cinema” e “talento naturale” gli lasciarono un numero di telefono su un foglietto. Non volendo sottrarre tempo al suo redditizio lavoro di ambulante, fu la moglie, dopo aver trovato il foglietto in una tasca dei suoi pantaloni, a chiamare per lui e a convincerlo. Castellacci e Pingitore lo introdussero così nel mondo del cinema facendolo recitare come caratterista e, secondo Pingitore, durante le riprese del film vendeva la sua merce a chi lavorava sul set; nel 1976 esordì anche a teatro, al Bagaglino. Sapendo leggere a fatica, inizialmente studiava i copioni con l'aiuto dei familiari.
Continuando a lavorare da ambulante, incrociava spesso il produttore Galliano Juso, chiedendogli ogni volta di fargli fare un film. Juso un giorno si convinse, e lo presentò al regista e sceneggiatore Bruno Corbucci. Bombolo lavorò così nella commedia storica Messalina, Messalina! (1977). Ebbe modo di conoscere Tomas Milian sul set del film Squadra antifurto, inaugurando la gag dello schiaffo che il personaggio del maresciallo Nico Giraldi gli rifilava frequentemente e del conseguente tipico pianto, e stringendo con lui una vera amicizia; Milian divenne di casa dai Lechner, invitatovi spesso a mangiare. Bombolo e Milian hanno lavorato in vari film, l'ultimo fu Delitto al Blue Gay, diretto da Bruno Corbucci, regista con il quale entrambi non lavorarono più in seguito. Fra gli anni settanta e ottanta partecipò come caratterista a decine di film diretti soprattutto da Bruno Corbucci e Pier Francesco Pingitore. Durante una trasmissione di Domenica in del 1983, rivelò di aver scelto il nome d'arte "Bombolo" poiché era stato da sempre il suo soprannome, ispirato alla canzone omonima del 1932 ("Era alto così, era grosso così, lo chiamavan Bombolo") scritta e musicata da Marf e Vittorio Mascheroni.
Il suo ultimo film fu Giuro che ti amo (1986), insieme a Nino D'Angelo, nel quale apparve visibilmente dimagrito, segnato da un attacco di meningite acuta avuto pochi mesi prima, che lo portò anche al coma durante il ricovero ospedaliero e dal quale si riprese solo parzialmente. Come riportato dalla biografia di Ezio Cardarelli, in collaborazione con la famiglia dell'attore, il subentrare di un male inguaribile agli inizi del 1987 lo portò a un nuovo ricovero ospedaliero e minò definitivamente il suo stato di salute già precario, costringendolo a un ritiro definitivo.

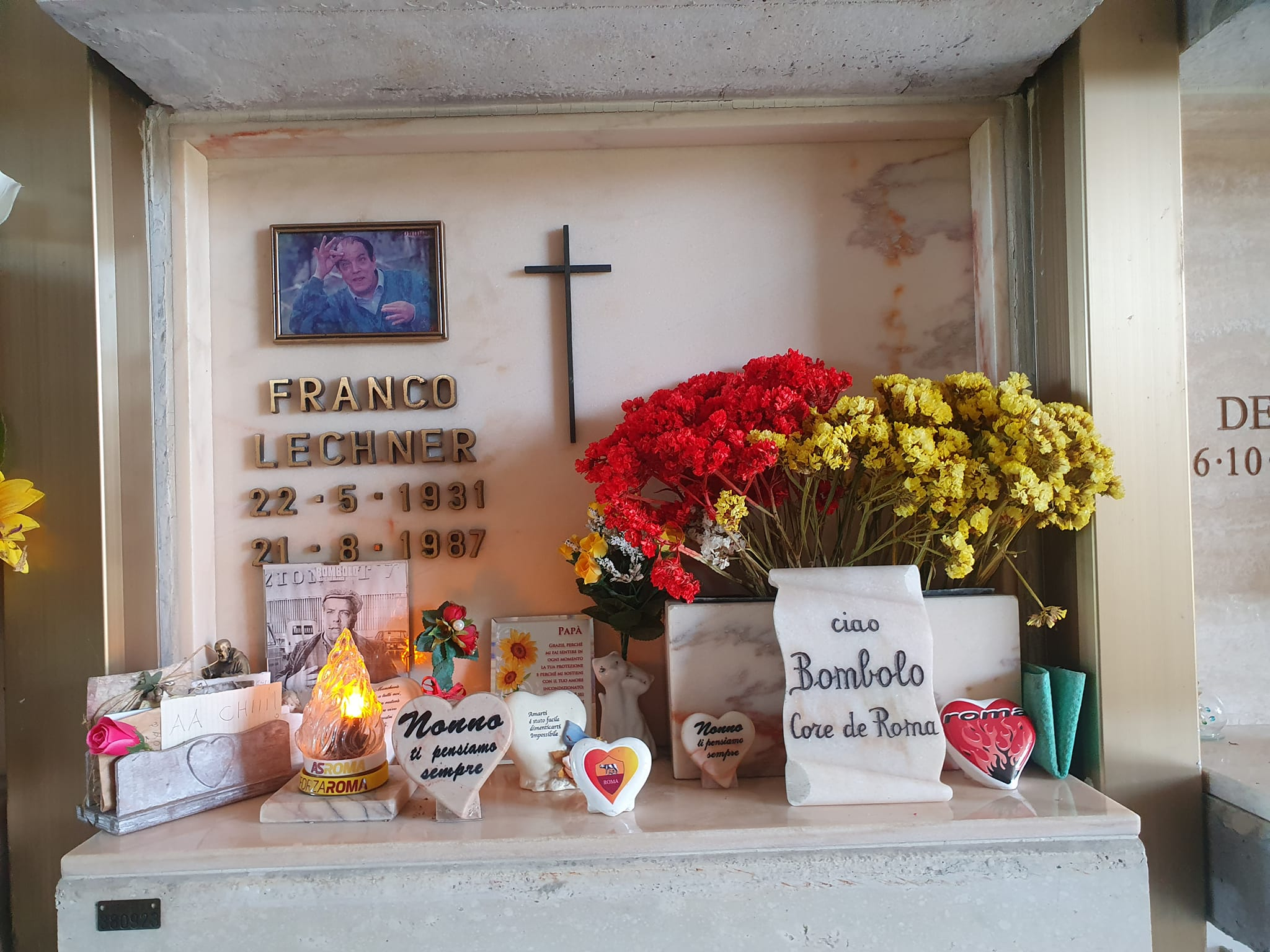
La tomba di Franco Lechner in arte Bombolo nel giugno 2023, cimitero Flaminio di Roma

La sua ultima apparizione in scena, sul palco del Salone Margherita, con la compagnia del Bagaglino, risale a venerdì 8 maggio 1987. Quella sera fu aiutato a salire sul palcoscenico a causa della debolezza dovuta alla malattia ormai incombente. Morì il 21 agosto 1987 all'ospedale Forlanini di Roma, all'età di 56 anni, in seguito a un arresto cardiaco.
Tomas Milian ha raccontato che, al funerale di Bombolo, avvenuto il 24 agosto 1987 nella parrocchia di Santa Maria in Vallicella, si nascose dietro una colonna affinché nessuno lo notasse e quando il feretro passò davanti a lui, gli diede un affettuoso buffetto, in ricordo di tutti gli schiaffoni che, sul grande schermo, nei panni dell'ispettore Nico Giraldi, aveva rifilato all'attore romano. Bombolo riposa in un colombario nel cimitero Flaminio a Roma, e l'epitaffio riporta "ciao Bombolo Core de Roma".

## Filmografia

Bombolo, insieme a Pippo Franco, nel film Nerone (1977) di Mario Castellacci e Pier Francesco Pingitore

Bombolo, insieme a Tomas Milian, in una scena del film Delitto al Blue Gay (1984) di Bruno Corbucci

Marcello Martana e Bombolo in una scena del film Delitto al Blue Gay (1984) di Bruno Corbucci

- Remo e Romolo - Storia di due figli di una lupa, regia di Castellacci e Pingitore (1976)
- Prima notte di nozze, regia di Corrado Prisco (1976)
- Squadra antifurto, regia di Bruno Corbucci (1976) – accreditato come Franco Necker
- Nerone, regia di Castellacci e Pingitore (1977)
- Il marito in collegio, regia di Maurizio Lucidi (1977)
- Messalina, Messalina!, regia di Bruno Corbucci (1977)
- Squadra antitruffa, regia di Bruno Corbucci (1977)
- Scherzi da prete, regia di Pier Francesco Pingitore (1978)
- Squadra antimafia, regia di Bruno Corbucci (1978)
- Tutti a squola, regia di Pier Francesco Pingitore (1979)
- Assassinio sul Tevere, regia di Bruno Corbucci (1979)
- L'imbranato, regia di Pier Francesco Pingitore (1979)
- Ciao marziano, regia di Pier Francesco Pingitore (1980)
- La settimana bianca, regia di Mariano Laurenti (1980)
- Il casinista, regia di Pier Francesco Pingitore (1980)
- Delitto a Porta Romana, regia di Bruno Corbucci (1980)
- La settimana al mare, regia di Mariano Laurenti (1981)
- Tutta da scoprire, regia di Giuliano Carnimeo (1981)
- Il marito in vacanza, regia di Maurizio Lucidi (1981)
- Uno contro l'altro, praticamente amici, regia di Bruno Corbucci (1981)
- I carabbinieri, regia di Francesco Massaro (1981)
- Una vacanza del cactus, regia di Mariano Laurenti (1981)
- Delitto al ristorante cinese, regia di Bruno Corbucci (1981)
- Miracoloni, regia di Francesco Massaro (1981)
- W la foca, regia di Nando Cicero (1982)
- Attenti a quei P2, regia di Pier Francesco Pingitore (1982)
- Il sommergibile più pazzo del mondo, regia di Mariano Laurenti (1982)
- La sai l'ultima sui matti?, regia di Mariano Laurenti (1982)
- È forte un casino!, regia di Alessandro Metz (1982)
- Delitto sull'autostrada, regia di Bruno Corbucci (1982)
- Sturmtruppen 2 - Tutti al fronte, regia di Salvatore Samperi (1982)
- Un jeans e una maglietta, regia di Mariano Laurenti (1983)
- Sfrattato cerca casa equo canone, regia di Pier Francesco Pingitore (1983)
- La discoteca, regia di Mariano Laurenti (1984)
- Delitto in Formula Uno, regia di Bruno Corbucci (1984)
- Delitto al Blue Gay, regia di Bruno Corbucci (1984)
- Vacanze d'estate, regia di Ninì Grassia (1985)
- Giuro che ti amo, regia di Nino D'Angelo (1986)

## Programmi televisivi
- Quantunque io, regia di Romolo Siena – varietà satirico (1977)
- Il ribaltone, regia di Antonello Falqui – varietà (1978)
- C'era una volta Roma, regia di Pier Francesco Pingitore – programma TV (1979)
- Che fai... ridi?, regia di Pier Francesco Pingitore, episodio Bombolo - Il comico preso dall'osteria (1984)
- Cinecittà Cinecittà, regia di Vittorio De Sisti – miniserie TV, episodio 1x05 (1985)[10]
- Per chi suona la campanella, regia di Pier Francesco Pingitore – varietà satirico (1987)

## Discografia

### Singoli
- 1986 – Bello de papà/Super Bombolo (Durium)

### Partecipazioni
- 1972 – Per un fiore (brano contenuto nella compilation Roma, CGD)
- 1979 – C'era una volta Roma, nel brano Busti al Pincio – Com'è bello far l'amore quanno è sera, insieme a Pippo Franco & Laura Troschel

## Influenza culturale
- Quentin Tarantino affermò di essersi ispirato a lui per i personaggi italiani di Bastardi senza gloria.[4] Analogamente l'attore Eli Roth durante la presentazione del film in Italia dichiarò che era "cresciuto ad una scuola esclusiva: la scuola di Bombolo", lo definì uno dei "più grandi attori della storia del cinema italiano" e salutò il pubblico dicendo "Viva Bombolo!".[11]
- Nel film Tutta la vita davanti (2008) viene inquadrata un'immaginaria via di Roma intitolata a Franco Lechner.